# Ludwig Quidde
Ludwig Quidde (Bréma, 1858. március 23. – Genf, 1941. március 4.) német történész, közíró és pacifista politikus. Tevékenységéért 1927-ben Nobel-békedíjjal tüntették ki.

## Élete

### Pályakezdet
Brémai kereskedőcsaládban született. A brémai humángimnázium elvégzése után 1876-ban érettségizett. 1881-ig az akkor Németországhoz tartozó strasbourg egyetemén, majd később Göttingenben történelmet, filozófiát és közgazdaságtant hallgatott. Filozófiából a Zsigmond király és a Német Birodalom 1410-1419 című dolgozatával elérte a doktori címet. Még doktorrá avatásának évében névtelenül adtak ki az Antiszemita agitáció és a német diákság című művét.
1882-ben feleségül vette Margarete Jacobson írónőt. 1885-ben a Reichstag levéltárának a Német-római Birodalom iratait gondozó részlegének vezetője lett. 1888-ban saját történelmi folyóiratot alapított. 1890-ben professzorrá avatták és a Porosz Bibliográfiai Intézet titkáraként Rómába küldték, ahol két évet töltött tudományos munkával. 1892-ben hazatért Németországba, ahol a müncheni Bajor Tudományos Akadémia docense lett. 1893-ban az ő kezdeményezésére alakult meg a Német Történészek Szövetsége és tartották meg az első Német Történelemnapot. Ebben a korban Quidde már a késői középkor legelismertebb európai tudósai közé tartozott.
Quidde 1893-ban adta ki a tudományos karrierjét derékba törő Caligula – Tanulmány egy római császár önfejűségéről és paranoiájáról című szatirikus művét, melyben párhuzamokat von az őrült Caligula császár és II. Vilmos német uralkodó között. Az iromány miatt Quiddet bíróság elé idézték és felségsértés vádjával 30 nap fogságra ítélték.